# Тремблер рудогузий
Тремблер рудогузий (Toxostoma crissale) — вид горобцеподібних птахів родини пересмішникових (Mimidae).

## Поширення
Вид поширений на південному заході США (захід Техасу, південь Нью-Мексико, південь Аризони, південний схід Каліфорнії, крайній південь штату Невада, і крайньому південному заході штату Юта), на півночі і центрі Мексики. Природними середовищами проживання є субтропічні або тропічні чагарники.

## Опис
Птах середнього розміру, завдовжки 26—32 см, вагою 61—75 г. Має довгий хвіст і довгий, зігнутий донизу дзьоб. Зверху він сіро-коричневий, а нижня частина біла з чорними плямами у формі стрілки. Хвіст має білі кінчики. Очі жовтого кольору.

## Спосіб життя
Живиться дрібними наземними комахами, інколи насінням і ягодами. Будує чашоподібне гніздо з гілочок, вистелене травою та корінцями. Зазвичай воно розташоване на кактусі або колючому пустельному чагарнику. Самиця відкладає 2—3 яйця синього кольору. Насиджують обидва батьки. Інкубація триває два тижні. Молодь вилітають з гнізда через 11—13 днів після вилуплення.